# Tetsuya Nakashima
Tetsuya Nakashima (jap. 中島 哲也, Nakashima Tetsuya; * 2. September 1959 in der Präfektur Fukuoka) ist ein japanischer Regisseur. Er ist international vor allem bekannt für seine Filme Kamikaze Girls (2004) und Geständnisse (2010). Außerdem drehte er Musikvideos für Takako Matsu, SMAP und AKB48.

## Filmografie
- 1988: Bakayaro! I’m Plenty Mad
- 1997: Happy-Go-Lucky
- 1998: Beautiful Sunday
- 2004: Kamikaze Girls
- 2005: Rolling Bomber Special
- 2006: Memories of Matsuko
- 2008: Pako to Mahō no Ehon
- 2010: Geständnisse
- 2014: The World of Kanako
- 2018: It Comes